# San Francisco FC
Der San Francisco Futbol Club ist ein professioneller Fußballverein aus La Chorrera, Panama. Er spielt in der ANAPROF, der höchsten Fußball-Liga in Panama. 
Seine Heimspiele trägt der Verein im Estadio Agustín "Muquita" Sánchez aus. Bislang gewann San Francisco FC insgesamt vier ANAPROF-Meisterschaften seit 1994. Die letzte konnte 2007 gewonnen werden.
San Francisco FC wurde 1971 gegründet und spielt seit der Gründung der ANAPROF mit. Eigentlich hieß der Verein Club Deportivo La Previsora und spielte vorher in der La Liga Distritorial de Fútbol de La Chorrera, einer regionalen Fußballliga.
Der heutige Name kommt vom Schutzpatron des Bezirks La Chorrera, San Francisco de Paula.
San Francisco konnte sich durch den Titelgewinn 2007 für die CONCACAF Champions League 2008/09 qualifizieren.

## Erfolge
- ANAPROF Meisterschaft: 4

1994/95, 1995/96, 2006, 2007 (Clausura)